# Mitologia turca
La mitologia turca rispecchia la grande varietà delle diverse religioni che i Turchi professarono nel corso della loro storia. Essa è plasmata soprattutto dal tengrismo, l'antica fede turca. In questo giocano sempre un ruolo importante i sovrani eroici, il lupo sacro, i piani del mondo inferiore e del mondo superiore nei quali esistono varie creature ultrapotenti, i giganti, gli orchi e i numeri sacri 3, 7, 9 e 40.

## Asena
La leggenda della lupa Asena è la più antica leggenda conosciuta della mitologia turca (la versione più antica risale al 330 a.C.). È la tragica storia dei Tue'kue, che, tranne un solo ragazzino gravemente ferito, furono sterminati da un attacco nemico. Il giovane sopravvisse con le gambe e i piedi tagliati in una palude. La lupa Asena lo trovò, lo allattò e assicurò così la sopravvivenza del popolo.

## Saghe degli eroi

### Epopea di Oghuz
Una delle più significative di tutte le saghe turche è la saga su Oghuz Khaghan, poiché molti degli attuali popoli turchi nell'Asia centro-orientale si vedono come discendenti degli Oghuz.
Essa tratta della vita di Oghuz Khan, della sua nascita fino alla spartizione solenne del suo regno tra i suoi sei figli. Questa saga contiene molti importanti cenni alla precedente storia turca. Fornisce spiegazioni sull'origine di vari ceppi come ad es. i Kipčaki. Narra anche di una grande guerra tra l'esercito di Oghuz e quello di suo padre.

### Epopea di Manas
L'opera centrale della letteratura kirghisa è la grande epoepa di Manas, estremamente più lunga dell'Odissea und e da circa 1.000 anni preservata e ampliata mediante trasmissione orale. Essa canta le gesta dell'eroe Manas e dei suoi discendenti, che nel X secolo preservarono la libertà kirghisa in lotta con i vicini Uiguri.

## Miti tribali

### Saga di Ergenekon
La saga di Ergenekon è altrettanto diffusa tra i popoli turchi. Essa tratta di una grande crisi degli antichi Turchi. Secondo la saga i Turchi dopo una grande sconfitta, guidati da un lupo, devono stabilirsi in una valle difficilmente accessibile di nome Ergenekon. Solo dopo molte generazioni questa valle diventa troppo stretta per il popolo, che cerca quindi strade che gli consentano di lasciarla. Alla fine i fabbri fondono una montagna di minerale di ferro, e il popolo ritorna di nuovo nella steppa con l'antica forza e annuncia a tutti i popoli che i Göktürk hanno ripreso il loro antico posto.

### Kirk kiz
La saga delle Kirk kiz (in italiano: "quaranta fanciulle") descrive l'origine dei Kirghisi. La figlia di Sari Khan (che governava la parte occidentale del regno dei Göktürk) fa in compagnia delle sue 39 domestiche una gita a un lago di montagna incantato. Sulla riva del lago toccano la schiuma bianca che si deposita a riva. Da ciò rimangono tutte incinte. Il Khan allora le manda in una foresta, dove partoriscono i loro bambini, e da allora in poi sono chiamate Kirkkizlar, le "quaranta fanciulle". Ma in tutta la Turchia occidentale c'è un'intera serie di diverse "saghe delle quaranta fanciulle" che richiamano l'attenzione su importanti luoghi che si chiamano "Quaranta fanciulle".

### Dokus oghus-On uighur
Letteralmente: "9 Oghuz-10 Uiguri", ma anche i figli dell'albero. Si tratta di una leggenda sull'origine degli Uiguri.

### Göç
Letteralmente: "espulsione", "trasloco". Questa è una tradizione che contiene moltissime informazioni sulla visione e sul modo di vivere degli antichi Turchi. Nella storia, i nemici cinesi scoprono che i Turchi ricavano la loro potenza da una roccia che venerano come sacra. Un ambasciatore dei Cinesi porta in moglie al Khan turco una principessa cinese, per costruire rapporti amichevoli tra i due popoli. In cambio, all'ambasciatore viene concesso di scegliere un dono. Egli allora decide per la roccia che i Turchi venerano come sacra da 40 generazioni. I Cinesi versano quindi aceto sulla roccia e gli danno fuoco. La roccia si frantuma in mille pezzi. Questi pezzi sono subito portati via su carri trainati da buoi e suddivisi fra tutti i maghi della Cina. Le pietre, dovunque arrivano, portano forza, fortuna e benedizioni.
Ma nel paese dei Turchi il cielo assume improvvisamente una strana colorazione gialla. Gli uccelli smettono di cantare, le piante cominciano ad appassire e tra la popolazione si diffondono epidemie. Dalla natura odono improvvisamente le voci degli Yer Su (spiriti della terra e delle acque). Gridano "...andate via, andate via..." („gööc gööc...“). I Turchi partono quindi in cerca di nuove terre, ma le voci cessano solo dopo che hanno viaggiato per mesi.

## Lirica

### Cacciatore Binegger
Il cacciatore Binegger è un grande cacciatore, molto apprezzato nella sua tribù. Ma dopo aver fatto il grande errore di inseguire il sacro Maral, che è in realtà la dea della foresta sotto le sembianze di un cervo, è punito in modo terribile.
La storia è contenuta in quattro brevi strofe, che rimani tra loro. È usato anche come testo di canzoni nella musica popolare tradizionale. I cantanti cantano la storia dalla prospettiva di Binegger e delle cantanti dalla prospettiva della dea della foresta.

## Miti della creazione
Ci sono tra i popoli turchi varie saghe differenti sulla creazione. Presso i cosiddetti Turchi Settentrionali è diffuso soprattutto il dio Kaira Khan.
All'inizio non c'era niente all'infuori di un gigantesco mare di nome Talay. Non c'era nessuna terra, nessun sole, luna o stella. Kaira Khan e un uomo volano sull'acqua (in parecchie fonti sotto le sembianze di cigni o di oche selvatiche, o cavalcando su di essi). L'uomo si ritiene un po' migliore del dio e lo stuzzica con piccoli scherzi. Gli spruzza l'acqua del mare in faccia, per dimostrare il suo coraggio. Perde però il controllo e per poco non affoga. Il dio lo salva dall'acqua e improvvisamente fa emergere una roccia dal mare. Sulla quale si siedono.
Capisce che deve creare la terra. ordina all'uomo di tuffarsi nell'acqua e di andare a prendere la sabbia dal fondo. l'uomo è perfido e ingrato, intuisce l'intenzione del dio e andando a prendere la sabbia ne nasconde in bocca (o meglio nel becco) un po' anche per sé stesso, per crearsi la propria terra. Segue un nuovo ordine del dio e sparge la sabbia sull'acqua. Improvvisamente sorgono isole che crescono in modo fulmineo e diventano terra. Ma anche la sabbia nella bocca dell'uomo comincia ad aumentare. Le sue guance diventano sempre più grosse, rischia di soffocare e di morire. Kaira Kahn gli ordina di sputare la sabbia, in modo che non muoia. Da quello che ha sputato sorgono (orribili, inutili) montagne sulla bella terra, che prima era solo vasta e piatta steppa. Kaira Kahn parla: tu hai peccato e volevi ingannarmi. I pensieri dei popoli che mi onorano saranno puri e si rallegreranno per la luce del sole. Il tuo nome sarà Erlik. Gli uomini che desiderano il peccato saranno il tuo popolo. Kaira Khan fa crescere un albero gigantesco su un colle con nove rami. Sotto questo albero siedono Törüngey ed Eje, i progenitori di tutti gli uomini.

## Storie di Dede Korkut
Il libro di Dede Korkut dell'XI secolo racchiude dodici saghe degli Oghusi. Tra questi vi sono miti tribali, saghe di eroi e strazianti storie d'amore. Esso risale al primo periodo islamico di Turchi, nel quale hanno prevalso ancora gli elementi tengristici nella cultura turca. Si presume che perfino la maggioranza di queste storie risalgano al periodo preislamico e solo a posteriori siano stati infiorettati con elementi islamici.
- Bogac Khan, figlio di Dirse Khan
- Il saccheggio cerimoniale della casa di Salur Kazan
- Bamsi Beyrek, figlio di Kam Büre Bey
- La prigionia di Uruz Bey, figlio di Kazan Bey
- Deli Dumrul, figlio di Duha Koca
- Kan Turali, figlio divon Kanli Koca
- Yigenek, figlio di Kazilik Koca
- La lotta di Basat con Tepegöz
- Emren, figlio di Begil
- Segrek, figlio di Uschun Koca
- La prigionia di Salur Kazan
- Il conflitto tra Ogusi interni ed esterni.[3]

## Il lupo

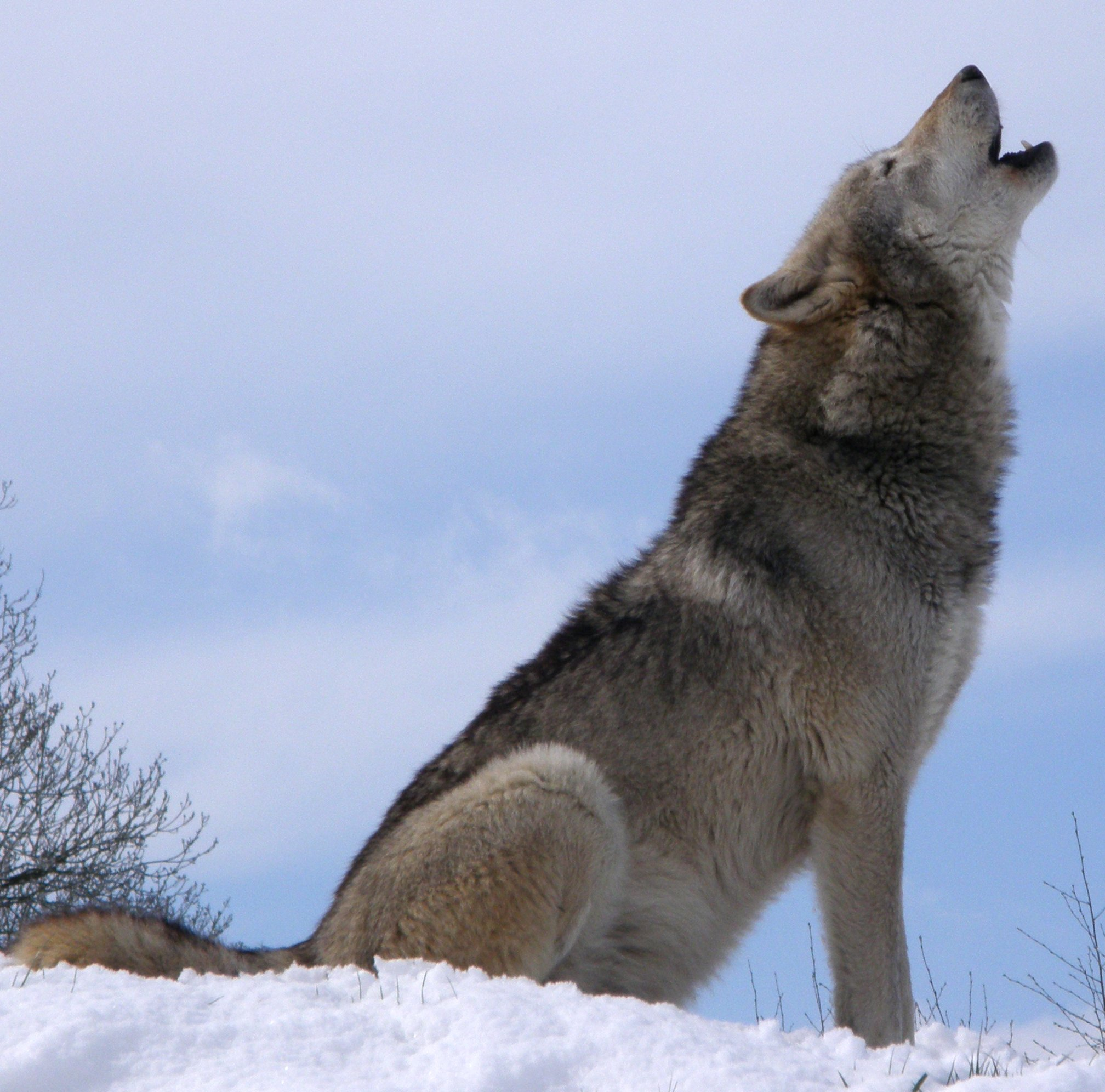
Il lupo era onorato come sacro anche perché ululando solleva la sua testa in direzione del cielo. In questo si vede una sorta di legame del lupo con il sacro cielo Tengri.

Il lupo, come animale totem più sacro e più elevato dei Turchi, svolge un ruolo importante in molte saghe e miti. I Turchi consideravano il lupo come il loro progenitore.